# Topličane
Topliçan en albanais et Topličane en serbe latin (en serbe cyrillique : Топличане) est une localité du Kosovo située dans la commune/municipalité de Lipjan/Lipljan, district de Pristina (Kosovo) ou district de Kosovo (Serbie). Selon le recensement kosovar de 2011, elle compte 1 868 habitants.
Le village est également connu sous le nom albanais de Topliqan.

## Histoire
L'église de Topličane, construite au Moyen Âge, est mentionnée par l'Académie serbe des sciences et des arts et est inscrite sur la liste des monuments culturels du Kosovo.

## Démographie

### Évolution historique de la population dans la localité
| 1948 | 1953 | 1961 | 1971  | 1981  | 1991  | 2011  |
| ---- | ---- | ---- | ----- | ----- | ----- | ----- |
| 696  | 787  | 925  | 1 007 | 1 133 | 1 288 | 1 868 |

|  |

### Répartition de la population par nationalités (2011)
En 2011, les Albanais représentaient 99,63 % de la population.